# 한국농촌계획학회
한국농촌계획학회는 살기좋고 쾌적한 농촌 공간의 조성을 통하여 지속가능한 농촌발전을 도모하기 위하여 농촌계획분야에 관한 학문과 기술을 연마·보급 및 회원상호간의 학술교류와 친목도모를 목적으로 2003년 12월 24일 설립된 대한민국 농림수산식품부 소관의 사단법인이다. 사무실은 서울특별시 관악구 신림9동 산56-1, 서울대학교 농업생명과학대학 200동 3203A호에 있다.

## 주요 사업
- 학회지 및 출판물(학술도서 등)의 편찬 및 발행
- 학술발표회 및 학술강연회 개최
- 학술연수회 및 간담회 개최
- 농촌계획에 관한 조사 및 연구
- 국내외 관련 학술단체 및 농촌계획 연구자와의 학술교류
- 기타 본회의 목적을 달성하기 위해 필요한 사업